# Andrés Iniesta
Andrés Iniesta Luján (Fuentealbilla, 11 maggio 1984) è un ex calciatore spagnolo, di ruolo centrocampista. Con la nazionale spagnola è diventato campione del mondo nel 2010 e campione d'Europa nel 2008 e nel 2012.
Soprannominato Don Andrés e l'Illusionista, è considerato uno dei migliori centrocampisti della storia del calcio nonché tra i più forti calciatori spagnoli in assoluto. A livello individuale ha vinto il UEFA Best Player in Europe Award nel 2012 davanti a Lionel Messi e Cristiano Ronaldo, mentre il 14 ottobre 2014 è divenuto il primo calciatore spagnolo a vincere il Golden Foot. Inoltre, nel 2010 si è classificato al secondo posto dietro a Messi nella classifica del Pallone d'oro FIFA. Rientra anche nella ristretta cerchia dei calciatori con almeno 1000 presenze in carriera.
In carriera si è aggiudicato trentotto trofei, che lo rendono il quarto giocatore più vincente di tutti i tempi. Lega il suo nome in particolar modo al Barcellona, club con il quale ha vinto 9 campionati spagnoli, 6 Coppe del Re, 7 Supercoppe spagnole, 4 UEFA Champions League, 3 Supercoppe UEFA e 3 Coppe del mondo per club. A fine carriera si trasferisce al Vissel Kobe, club giapponese con cui vince una Coppa dell'Imperatore e una Supercoppa del Giappone.
Con la nazionale ha partecipato a quattro campionati del mondo (2006, 2010, 2014 e 2018), tre campionati d'Europa (2008, 2012 e 2016) e una Confederations Cup (2013), vincendo l'europeo 2008 e 2012 e il mondiale 2010; nel corso di quest'ultima rassegna ha siglato due gol, tra cui la rete decisiva nella finale di Johannesburg contro i Paesi Bassi (1-0).

## Caratteristiche tecniche
(Alex Ferguson)
Considerato uno dei prototipi del centrocampista moderno, giocatore leggero, molto agile, versatile e dotato di qualità tecniche straordinarie è in grado di ricoprire vari ruoli di centrocampo. Grazie ai suoi trascorsi nel calcio a 5, si caratterizza per una grande abilità negli spazi stretti e da una notevole capacità di nascondere la palla all'avversario (soprattutto nell'uno contro uno). La sua giocata peculiare è la croqueta, un dribbling che consiste nello spostare la palla da un piede all'altro nel modo più veloce possibile.
Regista ambidestro molto duttile, all'occorrenza è in grado anche di giocare come ala sinistra in attacco. I suoi punti di forza sono il controllo di palla, il fraseggio, la precisione nei passaggi e la visione di gioco, caratteristiche che lo rendono inoltre un ottimo uomo assist. Ha anche dimostrato di essere un giocatore molto corretto, tanto da non venire mai espulso durante tutta la sua carriera da professionista.

## Carriera

### Club

#### Giovanili
La carriera di Iniesta inizia nel 1992 all'età di 8 anni, quando i genitori decidono di tesserarlo per l'Albacete, squadra del capoluogo di provincia di cui sono originari.
Nel 1996, all'età di 12 anni, mentre è in scena il torneo infantil de Brunete, la sua prestazione attira l'attenzione di molti club spagnoli, tra cui il Barcellona, sua futura squadra. La famiglia, pur lasciando in lacrime il proprio figlio, fa uno sforzo decidendo così di trasferire il piccolo Andrés alla Masia.
A 15 anni è capitano della squadra del Barcellona Under-15 che vince la Nike Premier Cup del 1999, in cui segna il gol della vittoria all'ultimo minuto di gioco della finale ed è nominato calciatore del torneo.

#### Barcellona

##### 2002-2008

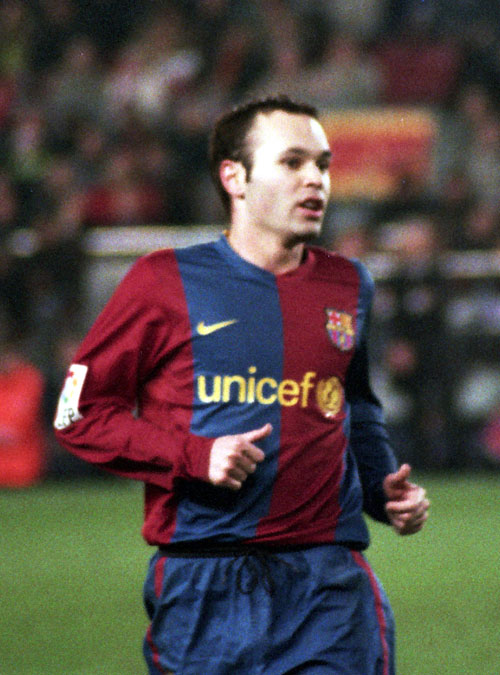
Iniesta con la maglia del Barcellona nel 2006.

Dopo aver giocato dal 2000 al 2002 nel Barcellona B, esordisce con la prima squadra il 29 ottobre 2002 in Champions League, mandato in campo da Louis van Gaal nella partita contro il Club Brugge.
Nella stagione 2003-2004 colleziona 11 presenze e una rete in Liga, a partire dalla stagione successiva viene impiegato con maggiore continuità, tanto da disputare 37 delle 38 partite di campionato, con 2 gol segnati, e risultando così il calciatore più presente della squadra. Nella stagione successiva, con l'infortunio di Xavi, diventa definitivamente titolare, affermandosi come uno dei migliori centrocampisti centrali del panorama mondiale e contribuendo ai successi nazionali e internazionali del Barcellona, tra cui la sua prima Champions League. Nella stagione 2006-2007 mette a referto 9 reti stagionali, di cui 6 in campionato e 2 in Champions League. Nell'estate 2007 ci sono state voci di un suo passaggio ai rivali del Real Madrid, ma il calciatore cresciuto nei blaugrana ha sempre ripetuto che non aveva alcuna intenzione di trasferirsi nella capitale. Il 25 gennaio 2008 prolunga il suo contratto fino al 2014 con una clausola di rescissione di 1 miliardo di euro.

##### 2008-2018
Nella stagione 2008-2009, con il Barça del primo triplete, sigla 4 reti in 26 partite di campionato e risulta decisivo nella semifinale di ritorno di Champions League, quando a Stamford Bridge con il Chelsea realizza all'ultimo minuto di recupero il gol decisivo per il passaggio in finale. I catalani trionfano 2-0 e si laureano campioni d'Europa, Iniesta realizza l'assist per il gol del vantaggio di Samuel Eto'o. A fine partita Wayne Rooney definisce Iniesta "il miglior giocatore al mondo", mentre al termine del campionato viene eletto calciatore spagnolo dell'anno. Il 27 novembre 2009 prolunga il suo contratto fino al 2015, la clausola di rescissione del contratto aumenta a 200 milioni di euro. Si classifica quarto nella classifica del Pallone d'oro 2009 e quinto in quella del FIFA World Player 2009. Il 19 dicembre 2009 vince il suo primo Mondiale per club, battendo in finale per 2-1 l'Estudiantes.

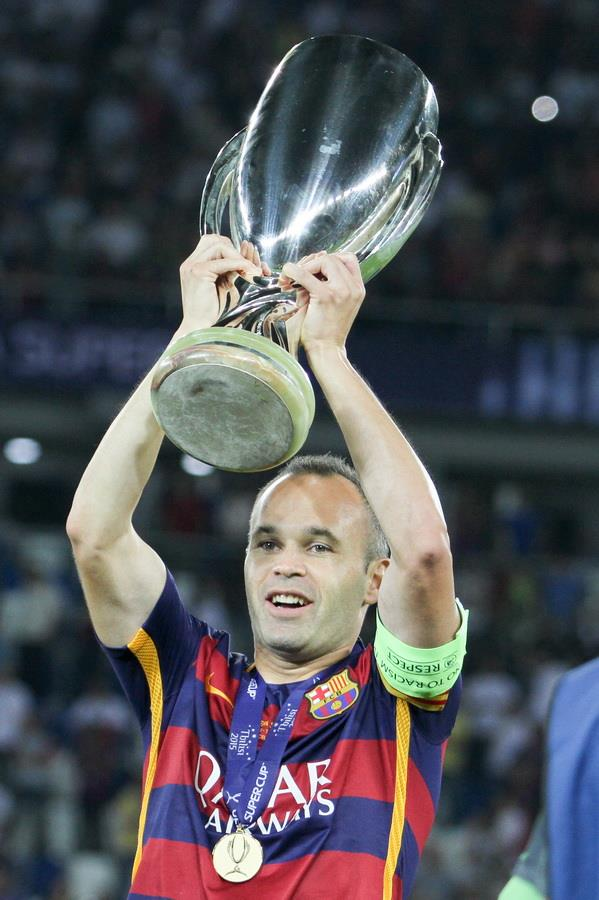
Iniesta mentre festeggia la vittoria della Supercoppa UEFA nel 2015

Nella stagione 2009-2010, nonostante diversi infortuni, disputa 29 partite di campionato realizzando un gol, al Saragozza. Il 6 aprile 2011 durante la partita di andata dei quarti di finale di Champions League, disputata contro gli ucraini dello Šachtar e vinta per 5-1, disputa un'ottima partita realizzando il gol che apre le marcature, a fine partita viene eletto miglior giocatore in campo. Il 3 maggio 2011 nella semifinale di ritorno di Champions contro il Real Madrid si rende protagonista confezionando l'assist per il momentaneo 1-0 di Pedro; la partita finisce in pareggio (1-1) e con il passaggio in finale del Barcellona. Nella finale di Champions League disputata il 29 maggio 2011 a Wembley gioca da titolare la partita e si aggiudica con il risultato di 3-1 ai danni del Manchester United la sua terza Champions League. Il 17 agosto 2011 nella partita di ritorno di Supercoppa contro il Real Madrid sblocca il risultato scavalcando il portiere con un preciso pallonetto; la partita finisce 3-2 per i blaugrana e questo risultato consente ai catalani di vincere la coppa (decimo titolo nella competizione per il Barcellona).
Durante la prima partita del girone della Champions League 2011-2012, giocata contro il Milan, deve lasciare il campo prematuramente a causa di un infortunio alla schiena; viene sostituito al 38º minuto del primo tempo con il connazionale Fàbregas, la partita finisce 2-2 Il 18 dicembre conquista il suo secondo Mondiale per club battendo in finale per 4-0 il Santos. Il 17 maggio 2015, grazie alla vittoria esterna contro l'Atlético Madrid, conquista il suo settimo campionato spagnolo con i colori blaugrana. Il 30 maggio vince la sua decima Coppa del Re, grazie al 3-1 contro l'Athletic Bilbao. Il 6 giugno 2015 conquista la sua quarta Champions League grazie alla vittoria 3-1 in finale sulla Juventus.
Durante la stagione 2015-2016 Iniesta con il team catalano si aggiudica la sua terza Supercoppa UEFA, contro il Siviglia per 5-4 dopo i tempi supplementari. Pochi giorni dopo però i blaugrana perdono la Supercoppa di Spagna contro l'Athletic Bilbao perdendo 4-0 all'andata e pareggiando 1-1 al Camp Nou. Il 20 dicembre 2015 conquista il terzo Mondiale per club, vincendo per 3-0 contro il River Plate. Successivamente la squadra catalana esce proprio come nel 2014 ai quarti di finale di Champions League per mano dell'Atlético Madrid vincendo 2-1 in Catalogna ma perdendo 2-0 nella capitale spagnola. A fine stagione Iniesta diventa per l'ottava volta nella sua carriera campione di Spagna e ottiene per la quarta volta la Coppa del Re vincendo in finale a Madrid contro il Siviglia per 2-0.
Il 27 aprile 2018, dopo 22 anni tra giovanili e prima squadra, annuncia la sua intenzione di lasciare il Barcellona.

#### Vissel Kobe
Il 24 maggio 2018 si accorda con il Vissel Kōbe, club della J1 League giapponese con cui firma un contratto triennale. Esordisce ufficialmente con la nuova squadra il 22 luglio dello stesso anno, entrando in campo nel secondo tempo al posto di Kazuma Watanabe nella sconfitta contro il Shonan Bellmare (0-3). L'11 agosto realizza il primo gol in J1 League, contro lo Júbilo Iwata, contribuendo alla vittoria per 2-1.
Il 1º gennaio 2020 vince con i compagni la Coppa dell'Imperatore, battendo in finale il Kashima Antlers per 2-0; un mese dopo vince la Supercoppa del Giappone. Infortunatosi il 7 dicembre 2020 in una partita di AFC Champions League in cui aveva aperto le marcature, viene sottoposto a intervento chirurgico a Barcellona qualche giorno più tardi.
L'11 maggio 2021 rinnova il proprio contratto con la società per altri due anni. L'11 novembre viene nominato giocatore del mese di ottobre, avendo messo a referto tre reti, mentre nel mese di dicembre viene nominato all'interno nella squadra dell'anno del campionato. Il 14 maggio 2022 mette a segno una delle quattro reti refilate al Sagan Tosu, garantendo così alla propria squadra la sua prima vittoria della stagione.
Il 27 maggio 2023 annuncia che avrebbe lasciato il club giapponese a luglio, avendo giocato appena 38 minuti in questa stagione.

#### Emirates e ritiro
L'8 agosto 2023 si trasferisce a parametro zero all'Emirates Club, negli Emirati Arabi Uniti, firmando un contratto annuale con opzione di rinnovo fino al 2025. Debutta ufficialmente con la sua nuova maglia il 19 agosto seguente, in una gara contro l'Al-Wasl, subentrando dalla panchina nel secondo tempo; la gara si concluderà per 1-0 in favore degli avversari, con la squadra di Iniesta che in 90 minuti non riuscirà a finalizzare nemmeno un tiro in porta. Poco dopo mette a segno anche la sua prima rete in campionato, in un pareggio 4-4 contro l'Ajman. Conclude la sua prima annata emiratina totalizzando 23 presenze e 5 reti, e con la propria squadra retrocessa da penultima in classifica.
Il 1º ottobre 2024, a 40 anni di età, annuncia il proprio ritiro dal calcio giocato, confermato attraverso un messaggio sui propri profili social il successivo 8 ottobre, per intraprendere la carriera da allenatore.

### Nazionale

#### Dall'esordio ai trionfi
Nel 2006 viene convocato per la prima volta in nazionale maggiore dal C.T. Aragonés ed esordisce il 27 maggio, disputando da titolare l'amichevole pareggiata a reti bianche contro la Russia. Nello stesso anno viene convocato per il campionato mondiale del 2006 in Germania, dove scende in campo una sola volta, nell'incontro del gruppo H contro l'Arabia Saudita. Il cammino degli spagnoli si conclude agli ottavi di finale con la sconfitta contro la Francia, futura finalista.

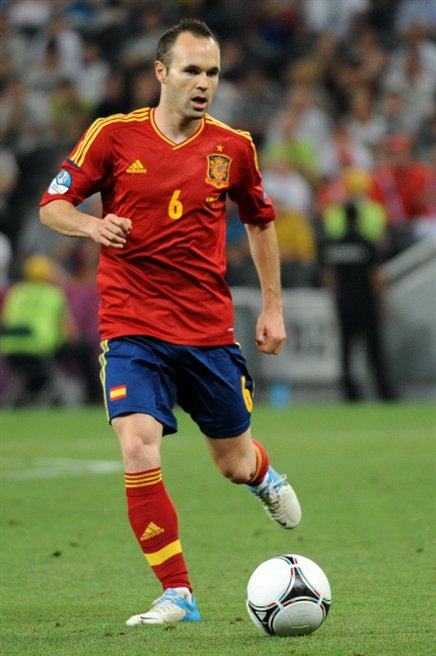
Iniesta durante Euro 2012.

Dopo il mondiale tedesco viene promosso a titolare e il 7 febbraio 2007 decide con un gol, il primo in nazionale, l'amichevole contro l'Inghilterra (1-0). Contribuisce poi con tre reti alla qualificazione della Spagna al campionato europeo del 2008 in Austria e Svizzera. Nel corso del manifestazione è l'unico calciatore spagnolo a disputare tutte e sei le partite della Spagna, che si aggiudica il titolo continentale grazie alla vittoria per 1-0 contro la Germania. Alla fine del torneo viene inserito dall'UEFA nella squadra ideale del campionato d'Europa.
Il 1º giugno 2009 viene selezionato dal nuovo C.T. Del Bosque per disputare la FIFA Confederations Cup in Sudafrica, ma è costretto a saltare il torneo per via di un infortunio. Il suo posto viene preso da Pablo Hernández.
Ai Mondiali 2010 disputa sei delle sette gare giocate dalla sua squadra, realizzando due reti, una nella fase a gironi contro il Cile e una, quella decisiva, durante i tempi supplementari della finale contro i Paesi Bassi, che vale il primo trionfo mondiale della Spagna. Viene eletto uomo-partita in tre delle sette partite disputate dalla Spagna, quelle contro Cile, Paraguay e Paesi Bassi, e il suo nome viene inserito nel All-Star Team del mondiale. Nell'esultanza per il gol segnato in finale mostra una maglietta con la dedica Dani Jarque siempre con nosotros, ricordando così l'amico calciatore dell'Espanyol deceduto l'estate precedente. Per questo gesto riceve lodi dall'intero mondo sportivo e non solo.
Partecipa poi al campionato d'Europa 2012, vinto dalla Spagna nella finale contro l'Italia. È così uno dei pochi giocatori, insieme ai suoi compagni, ad aver vinto tre competizioni internazionali consecutive, realizzando il cosiddetto triplete. Viene eletto uomo-partita in tre delle sei partite disputate dalla Spagna all'europeo, contro l'Italia e la Croazia nella fase a gironi e poi nella finale ancora contro l'Italia. Il 2 luglio 2012 viene nominato dalla UEFA miglior giocatore del torneo.

#### La fine del ciclo e il ritiro

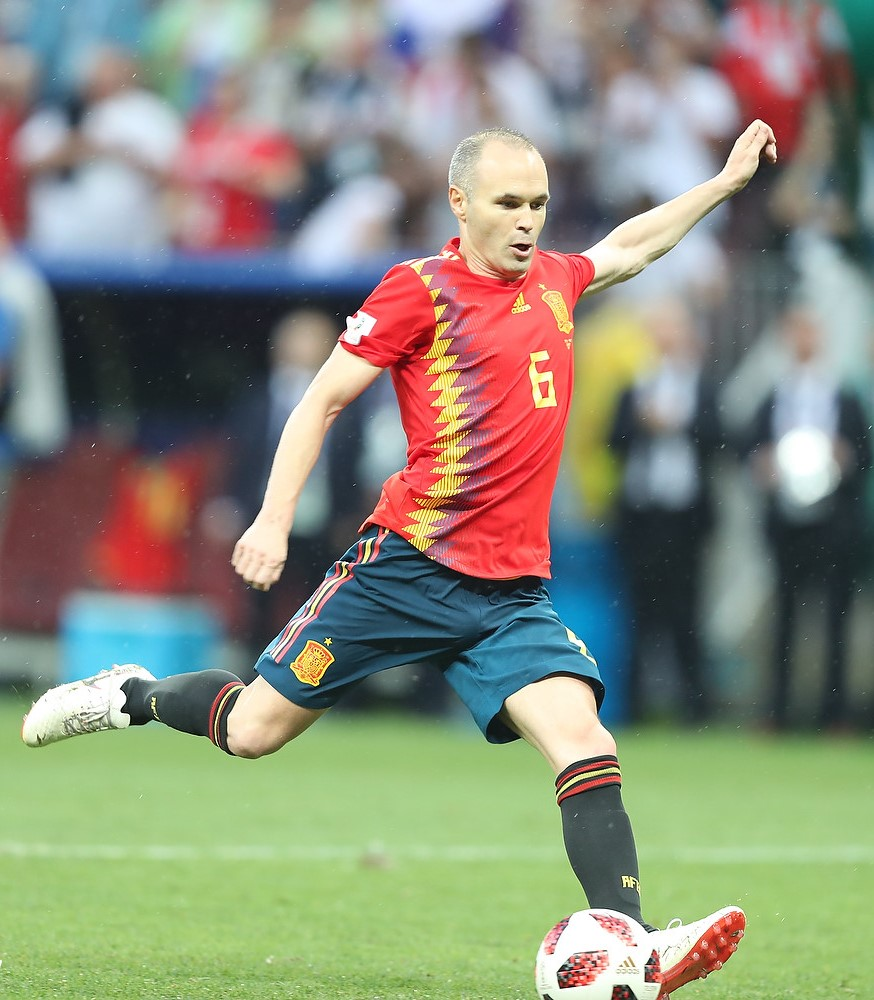
Iniesta al campionato mondiale di Russia 2018.

Iniesta prende parte alla FIFA Confederations Cup 2013, dove la Spagna arriva fino alla finale, che perde nettamente contro il Brasile (0-3); Il centrocampista vince comunque il Pallone d'argento della competizione. Al campionato del mondo del 2014 Iniesta scende in campo in tutte le partite della nazionale iberica, ma la rassegna si rivela deludente per gli spagnoli, che vengono eliminati già dopo il girone eliminatorio, in cui vengono sconfitti per 5-1 dai Paesi Bassi e per 2-0 dal Cile, prima dell'ininfluente vittoria per 3-0 sull'Australia.
Convocato per il campionato d'Europa del 2016 in Francia, durante la manifestazione continentale scende in campo da titolare in occasione di tutte e quattro le partite giocate dalla Spagna, eliminata agli ottavi di finale dall'Italia.
Il 21 maggio 2018 viene incluso dal commissario tecnico della Spagna Lopetegui nella lista dei convocati per il campionato mondiale di Russia 2018, che per la nazionale spagnola si conclude agli ottavi di finale a causa della sconfitta ai rigori contro i padroni di casa della Russia. Al termine del match il giocatore, trentaquattrenne, annuncia il proprio ritiro dalla nazionale.

## Dopo il ritiro
Nel novembre 2024 annuncia di avere rilevato la maggioranza delle quote del Fodbold Club Helsingør, squadra di calcio danese, allora militante nella terza categoria nazionale.

## Statistiche

### Presenze e reti nei club
Tra club, nazionale maggiore e nazionali giovanili, Iniesta ha totalizzato globalmente 1061 presenze segnando 117 reti, alla media di 0,11 gol a partita.
| Stagione            | Squadra             | Campionato          | Campionato | Campionato | Coppe nazionali | Coppe nazionali | Coppe nazionali | Coppe continentali | Coppe continentali | Coppe continentali | Altre coppe | Altre coppe | Altre coppe | Totale | Totale |
| Stagione            | Squadra             | Comp                | Pres       | Reti       | Comp            | Pres            | Reti            | Comp               | Pres               | Reti               | Comp        | Pres        | Reti        | Pres   | Reti   |
| ------------------- | ------------------- | ------------------- | ---------- | ---------- | --------------- | --------------- | --------------- | ------------------ | ------------------ | ------------------ | ----------- | ----------- | ----------- | ------ | ------ |
| 2000-2001           | Barcellona B        | SDB                 | 10         | 0          | -               | -               | -               | -                  | -                  | -                  | -           | -           | -           | 10     | 0      |
| 2001-2002           | Barcellona B        | SDB                 | 25+5       | 2+0        | -               | -               | -               | -                  | -                  | -                  | -           | -           | -           | 30     | 2      |
| 2002-2003           | Barcellona B        | SDB                 | 14         | 3          | -               | -               | -               | -                  | -                  | -                  | -           | -           | -           | 14     | 3      |
| Totale Barcellona B | Totale Barcellona B | Totale Barcellona B | 49+5       | 5          | -               | -               | -               | -                  |                    | -                  | -           | -           | -           | 54     | 5      |
| 2002-2003           | Barcellona          | PD                  | 6          | 0          | CR              | 0               | 0               | UCL                | 3                  | 0                  | -           | -           | -           | 9      | 0      |
| 2003-2004           | Barcellona          | PD                  | 11         | 1          | CR              | 3               | 1               | CU                 | 3                  | 0                  | -           | -           | -           | 17     | 2      |
| 2004-2005           | Barcellona          | PD                  | 37         | 2          | CR              | 1               | 0               | UCL                | 8                  | 0                  | -           | -           | -           | 46     | 2      |
| 2005-2006           | Barcellona          | PD                  | 33         | 0          | CR              | 4               | 0               | UCL                | 11                 | 1                  | SS          | 1           | 0           | 49     | 1      |
| 2006-2007           | Barcellona          | PD                  | 37         | 6          | CR              | 6               | 1               | UCL                | 8                  | 2                  | SS+SU+Cmc   | 2+1+2       | 0           | 56     | 9      |
| 2007-2008           | Barcellona          | PD                  | 31         | 3          | CR              | 7               | 0               | UCL                | 11                 | 1                  | -           | -           | -           | 49     | 4      |
| 2008-2009           | Barcellona          | PD                  | 26         | 4          | CR              | 6               | 0               | UCL                | 11                 | 1                  | -           | -           | -           | 43     | 5      |
| 2009-2010           | Barcellona          | PD                  | 29         | 1          | CR              | 3               | 0               | UCL                | 9                  | 0                  | SS+SU+Cmc   | 0+0+1       | 0           | 42     | 1      |
| 2010-2011           | Barcellona          | PD                  | 34         | 8          | CR              | 5               | 0               | UCL                | 10                 | 1                  | SS          | 1           | 0           | 50     | 9      |
| 2011-2012           | Barcellona          | PD                  | 27         | 2          | CR              | 6               | 2               | UCL                | 8                  | 3                  | SS+SU+Cmc   | 2+1+2       | 1+0+0       | 46     | 8      |
| 2012-2013           | Barcellona          | PD                  | 31         | 3          | CR              | 5               | 2               | UCL                | 10                 | 1                  | SS          | 2           | 0           | 48     | 6      |
| 2013-2014           | Barcellona          | PD                  | 35         | 3          | CR              | 6               | 0               | UCL                | 9                  | 0                  | SS          | 2           | 0           | 52     | 3      |
| 2014-2015           | Barcellona          | PD                  | 24         | 0          | CR              | 7               | 3               | UCL                | 11                 | 0                  | -           | -           | -           | 42     | 3      |
| 2015-2016           | Barcellona          | PD                  | 28         | 1          | CR              | 4               | 0               | UCL                | 7                  | 0                  | SS+SU+Cmc   | 2+1+2       | 0           | 44     | 1      |
| 2016-2017           | Barcellona          | PD                  | 23         | 0          | CR              | 5               | 0               | UCL                | 8                  | 1                  | SS          | 1           | 0           | 37     | 1      |
| 2017-2018           | Barcellona          | PD                  | 30         | 1          | CR              | 5               | 1               | UCL                | 8                  | 0                  | SS          | 1           | 0           | 43     | 2      |
| Totale Barcellona   | Totale Barcellona   | Totale Barcellona   | 442        | 35         |                 | 73              | 10              |                    | 135                | 11                 |             | 24          | 1           | 674    | 57     |
| lug.-dic. 2018      | Vissel Kobe         | J1                  | 14         | 3          | CI+CJL          | 1+0             | 0               | -                  | -                  | -                  | -           | -           | -           | 15     | 3      |
| 2019                | Vissel Kobe         | J1                  | 23         | 6          | CI+CJL          | 2+0             | 1               | -                  | -                  | -                  | -           | -           | -           | 25     | 7      |
| 2020                | Vissel Kobe         | J1                  | 26         | 4          | CI+CJL          | 0+1             | 0               | ACL                | 6                  | 2                  | SJ          | 1           | 0           | 34     | 6      |
| 2021                | Vissel Kobe         | J1                  | 23         | 6          | CI+CJL          | 0+4             | 0+1             | -                  | -                  | -                  | -           | -           | -           | 27     | 7      |
| 2022                | Vissel Kobe         | J1                  | 24         | 2          | CI+CJL          | 1+1             | 0               | ACL                | 1                  | 1                  | -           | -           | -           | 27     | 3      |
| gen.-lug. 2023      | Vissel Kobe         | J1                  | 4          | 0          | CI+CJL          | 0+2             | 0               | -                  | -                  | -                  | -           | -           | -           | 6      | 0      |
| Totale Vissel Kobe  | Totale Vissel Kobe  | Totale Vissel Kobe  | 114        | 21         |                 | 12              | 2               |                    | 7                  | 3                  |             | 1           | 0           | 134    | 26     |
| 2023-2024           | Emirates Club       | UEPL                | 20         | 5          | ELC+EPC         | 2+1             | 0               | -                  | -                  | -                  | -           | -           | -           | 23     | 5      |
| Totale carriera     | Totale carriera     | Totale carriera     | 626+5      | 66+0       |                 | 88              | 12              |                    | 142                | 14                 |             | 25          | 1           | 885    | 93     |

### Cronologia presenze e reti in nazionale
| Cronologia completa delle presenze e delle reti in nazionale ― Spagna | Cronologia completa delle presenze e delle reti in nazionale ― Spagna | Cronologia completa delle presenze e delle reti in nazionale ― Spagna | Cronologia completa delle presenze e delle reti in nazionale ― Spagna | Cronologia completa delle presenze e delle reti in nazionale ― Spagna | Cronologia completa delle presenze e delle reti in nazionale ― Spagna | Cronologia completa delle presenze e delle reti in nazionale ― Spagna | Cronologia completa delle presenze e delle reti in nazionale ― Spagna |
| Data                                                                  | Città                                                                 | In casa                                                               | Risultato                                                             | Ospiti                                                                | Competizione                                                          | Reti                                                                  | Note                                                                  |
| --------------------------------------------------------------------- | --------------------------------------------------------------------- | --------------------------------------------------------------------- | --------------------------------------------------------------------- | --------------------------------------------------------------------- | --------------------------------------------------------------------- | --------------------------------------------------------------------- | --------------------------------------------------------------------- |
| 27-5-2006                                                             | Albacete                                                              | Spagna                                                                | 0 – 0                                                                 | Russia                                                                | Amichevole                                                            | -                                                                     | 46’                                                                   |
| 3-6-2006                                                              | Elche                                                                 | Spagna                                                                | 2 – 0                                                                 | Egitto                                                                | Amichevole                                                            | -                                                                     | 70’                                                                   |
| 7-6-2006                                                              | Ginevra                                                               | Spagna                                                                | 2 – 1                                                                 | Croazia                                                               | Amichevole                                                            | -                                                                     | 62’                                                                   |
| 23-6-2006                                                             | Kaiserslautern                                                        | Arabia Saudita                                                        | 0 – 1                                                                 | Spagna                                                                | Mondiali 2006 - 1º turno                                              | -                                                                     |                                                                       |
| 15-8-2006                                                             | Reykjavík                                                             | Islanda                                                               | 0 – 0                                                                 | Spagna                                                                | Amichevole                                                            | -                                                                     | 68’                                                                   |
| 2-9-2006                                                              | Badajoz                                                               | Spagna                                                                | 4 – 0                                                                 | Liechtenstein                                                         | Qual. Euro 2008                                                       | -                                                                     | 62’                                                                   |
| 7-10-2006                                                             | Solna                                                                 | Svezia                                                                | 2 – 0                                                                 | Spagna                                                                | Qual. Euro 2008                                                       | -                                                                     | 46’ 65’                                                               |
| 11-10-2006                                                            | Murcia                                                                | Spagna                                                                | 2 – 1                                                                 | Argentina                                                             | Amichevole                                                            | -                                                                     |                                                                       |
| 7-2-2007                                                              | Manchester                                                            | Inghilterra                                                           | 0 – 1                                                                 | Spagna                                                                | Amichevole                                                            | 1                                                                     | 56’                                                                   |
| 24-3-2007                                                             | Madrid                                                                | Spagna                                                                | 2 – 1                                                                 | Danimarca                                                             | Qual. Euro 2008                                                       | -                                                                     |                                                                       |
| 28-3-2007                                                             | Palma di Maiorca                                                      | Spagna                                                                | 1 – 0                                                                 | Islanda                                                               | Qual. Euro 2008                                                       | 1                                                                     |                                                                       |
| 2-6-2007                                                              | Riga                                                                  | Lettonia                                                              | 0 – 2                                                                 | Spagna                                                                | Qual. Euro 2008                                                       | -                                                                     |                                                                       |
| 6-6-2007                                                              | Vaduz                                                                 | Liechtenstein                                                         | 0 – 2                                                                 | Spagna                                                                | Qual. Euro 2008                                                       | -                                                                     |                                                                       |
| 22-8-2007                                                             | Salonicco                                                             | Grecia                                                                | 2 – 3                                                                 | Spagna                                                                | Amichevole                                                            | -                                                                     | 46’                                                                   |
| 8-9-2007                                                              | Reykjavík                                                             | Islanda                                                               | 1 – 1                                                                 | Spagna                                                                | Qual. Euro 2008                                                       | 1                                                                     | 57’                                                                   |
| 12-9-2007                                                             | Oviedo                                                                | Spagna                                                                | 2 – 0                                                                 | Lettonia                                                              | Qual. Euro 2008                                                       | -                                                                     | 49’                                                                   |
| 13-10-2007                                                            | Aarhus                                                                | Danimarca                                                             | 1 – 3                                                                 | Spagna                                                                | Qual. Euro 2008                                                       | -                                                                     |                                                                       |
| 17-10-2007                                                            | Helsinki                                                              | Finlandia                                                             | 0 – 0                                                                 | Spagna                                                                | Amichevole                                                            | -                                                                     | 46’                                                                   |
| 17-11-2007                                                            | Madrid                                                                | Spagna                                                                | 3 – 0                                                                 | Svezia                                                                | Qual. Euro 2008                                                       | 1                                                                     | 51’                                                                   |
| 21-11-2007                                                            | Las Palmas                                                            | Spagna                                                                | 1 – 0                                                                 | Irlanda del Nord                                                      | Qual. Euro 2008                                                       | -                                                                     |                                                                       |
| 6-2-2008                                                              | Malaga                                                                | Spagna                                                                | 1 – 0                                                                 | Francia                                                               | Amichevole                                                            | -                                                                     |                                                                       |
| 26-3-2008                                                             | Elche                                                                 | Spagna                                                                | 1 – 0                                                                 | Italia                                                                | Amichevole                                                            | -                                                                     |                                                                       |
| 31-5-2008                                                             | Huelva                                                                | Spagna                                                                | 2 – 1                                                                 | Perù                                                                  | Amichevole                                                            | -                                                                     | 62’                                                                   |
| 10-6-2008                                                             | Innsbruck                                                             | Spagna                                                                | 4 – 1                                                                 | Russia                                                                | Euro 2008 - 1º turno                                                  | -                                                                     | 62’                                                                   |
| 14-6-2008                                                             | Innsbruck                                                             | Svezia                                                                | 1 – 2                                                                 | Spagna                                                                | Euro 2008 - 1º turno                                                  | -                                                                     | 58’                                                                   |
| 18-6-2008                                                             | Salisburgo                                                            | Grecia                                                                | 1 – 2                                                                 | Spagna                                                                | Euro 2008 - 1º turno                                                  | -                                                                     | 58’                                                                   |
| 22-6-2008                                                             | Vienna                                                                | Spagna                                                                | 0 – 0 dts (4 – 2 dtr)                                                 | Italia                                                                | Euro 2008 - Quarti di finale                                          | -                                                                     | 11’ 58’                                                               |
| 26-6-2008                                                             | Vienna                                                                | Russia                                                                | 0 – 3                                                                 | Spagna                                                                | Euro 2008 - Semifinale                                                | -                                                                     |                                                                       |
| 29-6-2008                                                             | Vienna                                                                | Germania                                                              | 0 – 1                                                                 | Spagna                                                                | Euro 2008 - Finale                                                    | -                                                                     | [ 79 ]                                                                |
| 20-8-2008                                                             | Copenaghen                                                            | Danimarca                                                             | 0 – 3                                                                 | Spagna                                                                | Amichevole                                                            | -                                                                     | 63’                                                                   |
| 6-9-2008                                                              | Murcia                                                                | Spagna                                                                | 1 – 0                                                                 | Bosnia ed Erzegovina                                                  | Qual. Mondiali 2010                                                   | -                                                                     |                                                                       |
| 10-9-2008                                                             | Albacete                                                              | Spagna                                                                | 4 – 0                                                                 | Armenia                                                               | Qual. Mondiali 2010                                                   | -                                                                     |                                                                       |
| 11-10-2008                                                            | Tallinn                                                               | Estonia                                                               | 0 – 3                                                                 | Spagna                                                                | Qual. Mondiali 2010                                                   | -                                                                     | 78’                                                                   |
| 15-10-2008                                                            | Bruxelles                                                             | Belgio                                                                | 1 – 2                                                                 | Spagna                                                                | Qual. Mondiali 2010                                                   | 1                                                                     | 65’ 85’                                                               |
| 11-2-2009                                                             | Siviglia                                                              | Spagna                                                                | 2 – 0                                                                 | Inghilterra                                                           | Amichevole                                                            | -                                                                     |                                                                       |
| 10-10-2009                                                            | Erevan                                                                | Armenia                                                               | 1 – 2                                                                 | Spagna                                                                | Qual. Mondiali 2010                                                   | -                                                                     | 46’                                                                   |
| 14-10-2009                                                            | Zenica                                                                | Bosnia ed Erzegovina                                                  | 2 – 5                                                                 | Spagna                                                                | Qual. Mondiali 2010                                                   | -                                                                     | 63’ 67’                                                               |
| 14-11-2009                                                            | Madrid                                                                | Spagna                                                                | 2 – 1                                                                 | Argentina                                                             | Amichevole                                                            | -                                                                     | 82’                                                                   |
| 18-11-2009                                                            | Vienna                                                                | Austria                                                               | 1 – 5                                                                 | Spagna                                                                | Amichevole                                                            | -                                                                     | 46’                                                                   |
| 3-3-2010                                                              | Saint-Denis                                                           | Francia                                                               | 0 – 2                                                                 | Spagna                                                                | Amichevole                                                            | -                                                                     | 63’                                                                   |
| 29-5-2010                                                             | Innsbruck                                                             | Spagna                                                                | 3 – 2                                                                 | Arabia Saudita                                                        | Amichevole                                                            | -                                                                     | 60’                                                                   |
| 3-6-2010                                                              | Innsbruck                                                             | Spagna                                                                | 1 – 0                                                                 | Corea del Sud                                                         | Amichevole                                                            | -                                                                     | 58’                                                                   |
| 8-6-2010                                                              | Murcia                                                                | Spagna                                                                | 6 – 0                                                                 | Polonia                                                               | Amichevole                                                            | -                                                                     | 39’                                                                   |
| 16-6-2010                                                             | Durban                                                                | Spagna                                                                | 0 – 1                                                                 | Svizzera                                                              | Mondiali 2010 - 1º turno                                              | -                                                                     | 77’                                                                   |
| 25-6-2010                                                             | Pretoria                                                              | Cile                                                                  | 1 – 2                                                                 | Spagna                                                                | Mondiali 2010 - 1º turno                                              | 1                                                                     |                                                                       |
| 29-6-2010                                                             | Città del Capo                                                        | Spagna                                                                | 1 – 0                                                                 | Portogallo                                                            | Mondiali 2010 - Ottavi di finale                                      | -                                                                     |                                                                       |
| 3-7-2010                                                              | Johannesburg                                                          | Paraguay                                                              | 0 – 1                                                                 | Spagna                                                                | Mondiali 2010 - Quarti di finale                                      | -                                                                     |                                                                       |
| 7-7-2010                                                              | Durban                                                                | Germania                                                              | 0 – 1                                                                 | Spagna                                                                | Mondiali 2010 - Semifinale                                            | -                                                                     |                                                                       |
| 11-7-2010                                                             | Johannesburg                                                          | Paesi Bassi                                                           | 0 – 1 dts                                                             | Spagna                                                                | Mondiali 2010 - Finale                                                | 1                                                                     | 118’                                                                  |
| 3-9-2010                                                              | Vaduz                                                                 | Liechtenstein                                                         | 0 – 4                                                                 | Spagna                                                                | Qual. Euro 2012                                                       | -                                                                     | 64’                                                                   |
| 7-9-2010                                                              | Buenos Aires                                                          | Argentina                                                             | 4 – 1                                                                 | Spagna                                                                | Amichevole                                                            | -                                                                     | 46’                                                                   |
| 8-10-2010                                                             | Salamanca                                                             | Spagna                                                                | 3 – 1                                                                 | Lituania                                                              | Qual. Euro 2012                                                       | -                                                                     |                                                                       |
| 12-10-2010                                                            | Glasgow                                                               | Scozia                                                                | 2 – 3                                                                 | Spagna                                                                | Qual. Euro 2012                                                       | 1                                                                     |                                                                       |
| 17-11-2010                                                            | Lisbona                                                               | Portogallo                                                            | 4 – 0                                                                 | Spagna                                                                | Amichevole                                                            | -                                                                     | 57’                                                                   |
| 9-2-2011                                                              | Madrid                                                                | Spagna                                                                | 1 – 0                                                                 | Colombia                                                              | Amichevole                                                            | -                                                                     | 69’                                                                   |
| 25-3-2011                                                             | Granada                                                               | Spagna                                                                | 2 – 1                                                                 | Rep. Ceca                                                             | Qual. Euro 2012                                                       | -                                                                     |                                                                       |
| 4-6-2011                                                              | Foxborough                                                            | Stati Uniti                                                           | 0 – 4                                                                 | Spagna                                                                | Amichevole                                                            | -                                                                     | 46’                                                                   |
| 7-6-2011                                                              | Puerto La Cruz                                                        | Venezuela                                                             | 0 – 3                                                                 | Spagna                                                                | Amichevole                                                            | -                                                                     | 46’                                                                   |
| 10-8-2011                                                             | Bari                                                                  | Italia                                                                | 2 – 1                                                                 | Spagna                                                                | Amichevole                                                            | -                                                                     | 47’                                                                   |
| 2-9-2011                                                              | San Gallo                                                             | Spagna                                                                | 3 – 2                                                                 | Cile                                                                  | Amichevole                                                            | 1                                                                     | 46’                                                                   |
| 6-9-2011                                                              | Logroño                                                               | Spagna                                                                | 6 – 0                                                                 | Liechtenstein                                                         | Qual. Euro 2012                                                       | -                                                                     |                                                                       |
| 12-11-2011                                                            | Londra                                                                | Inghilterra                                                           | 1 – 0                                                                 | Spagna                                                                | Amichevole                                                            | -                                                                     | 75’                                                                   |
| 15-11-2011                                                            | San José                                                              | Costa Rica                                                            | 2 – 2                                                                 | Spagna                                                                | Amichevole                                                            | -                                                                     |                                                                       |
| 29-2-2012                                                             | Malaga                                                                | Spagna                                                                | 5 – 0                                                                 | Venezuela                                                             | Amichevole                                                            | 1                                                                     | 46’                                                                   |
| 3-6-2012                                                              | Siviglia                                                              | Spagna                                                                | 1 – 0                                                                 | Cina                                                                  | Amichevole                                                            | -                                                                     | 46’                                                                   |
| 10-6-2012                                                             | Danzica                                                               | Spagna                                                                | 1 – 1                                                                 | Italia                                                                | Euro 2012 - 1º turno                                                  | -                                                                     |                                                                       |
| 14-6-2012                                                             | Danzica                                                               | Spagna                                                                | 4 – 0                                                                 | Irlanda                                                               | Euro 2012 - 1º turno                                                  | -                                                                     | 80’                                                                   |
| 18-6-2012                                                             | Danzica                                                               | Croazia                                                               | 0 – 1                                                                 | Spagna                                                                | Euro 2012 - 1º turno                                                  | -                                                                     |                                                                       |
| 23-6-2012                                                             | Donec'k                                                               | Spagna                                                                | 2 – 0                                                                 | Francia                                                               | Euro 2012 - Quarti di finale                                          | -                                                                     | 84’                                                                   |
| 27-6-2012                                                             | Donec'k                                                               | Spagna                                                                | 0 – 0 dts (4 – 2 dtr)                                                 | Portogallo                                                            | Euro 2012 - Semifinale                                                | -                                                                     |                                                                       |
| 1-7-2012                                                              | Kiev                                                                  | Italia                                                                | 0 – 4                                                                 | Spagna                                                                | Euro 2012 - Finale                                                    | -                                                                     | 87’                                                                   |
| 15-8-2012                                                             | Bayamón                                                               | Porto Rico                                                            | 1 – 2                                                                 | Spagna                                                                | Amichevole                                                            | -                                                                     | 45’                                                                   |
| 7-9-2012                                                              | Pontevedra                                                            | Spagna                                                                | 5 – 0                                                                 | Arabia Saudita                                                        | Amichevole                                                            | -                                                                     | 61’                                                                   |
| 11-9-2012                                                             | Tbilisi                                                               | Georgia                                                               | 0 – 1                                                                 | Spagna                                                                | Qual. Mondiali 2014                                                   | -                                                                     |                                                                       |
| 12-10-2012                                                            | Minsk                                                                 | Bielorussia                                                           | 0 – 4                                                                 | Spagna                                                                | Qual. Mondiali 2014                                                   | -                                                                     | 56’                                                                   |
| 16-10-2012                                                            | Madrid                                                                | Spagna                                                                | 1 – 1                                                                 | Francia                                                               | Qual. Mondiali 2014                                                   | -                                                                     | 75’                                                                   |
| 14-11-2012                                                            | Panama                                                                | Panama                                                                | 1 – 5                                                                 | Spagna                                                                | Amichevole                                                            | -                                                                     | 45’                                                                   |
| 6-2-2013                                                              | Doha                                                                  | Spagna                                                                | 3 – 1                                                                 | Uruguay                                                               | Amichevole                                                            | -                                                                     | 60’                                                                   |
| 22-3-2013                                                             | Gijón                                                                 | Spagna                                                                | 1 – 1                                                                 | Finlandia                                                             | Qual. Mondiali 2014                                                   | -                                                                     |                                                                       |
| 26-3-2013                                                             | Saint-Denis                                                           | Francia                                                               | 0 – 1                                                                 | Spagna                                                                | Qual. Mondiali 2014                                                   | -                                                                     | 90+3’                                                                 |
| 8-6-2013                                                              | Miami Gardens                                                         | Spagna                                                                | 2 – 1                                                                 | Haiti                                                                 | Amichevole                                                            | -                                                                     | 59’                                                                   |
| 11-6-2013                                                             | New York                                                              | Spagna                                                                | 2 – 0                                                                 | Irlanda                                                               | Amichevole                                                            | -                                                                     | 59’                                                                   |
| 16-6-2013                                                             | Recife                                                                | Spagna                                                                | 2 – 1                                                                 | Uruguay                                                               | Conf. Cup 2013 - 1º turno                                             | -                                                                     |                                                                       |
| 20-6-2013                                                             | Rio de Janeiro                                                        | Spagna                                                                | 10 – 0                                                                | Tahiti                                                                | Conf. Cup 2013 - 1º turno                                             | -                                                                     | 76’                                                                   |
| 23-6-2013                                                             | Fortaleza                                                             | Nigeria                                                               | 0 – 3                                                                 | Spagna                                                                | Conf. Cup 2013 - 1º turno                                             | -                                                                     |                                                                       |
| 27-6-2013                                                             | Fortaleza                                                             | Spagna                                                                | 0 – 0 dts (7 – 6 dtr)                                                 | Italia                                                                | Conf. Cup 2013 - Semifinale                                           | -                                                                     |                                                                       |
| 30-6-2013                                                             | Rio de Janeiro                                                        | Brasile                                                               | 3 – 0                                                                 | Spagna                                                                | Conf. Cup 2013 - Finale                                               | -                                                                     |                                                                       |
| 14-8-2013                                                             | Guayaquil                                                             | Ecuador                                                               | 0 – 2                                                                 | Spagna                                                                | Amichevole                                                            | -                                                                     | 46’                                                                   |
| 6-9-2013                                                              | Helsinki                                                              | Finlandia                                                             | 0 – 2                                                                 | Spagna                                                                | Qual. Mondiali 2014                                                   | -                                                                     |                                                                       |
| 10-9-2013                                                             | Ginevra                                                               | Spagna                                                                | 2 – 2                                                                 | Cile                                                                  | Amichevole                                                            | -                                                                     | 46’                                                                   |
| 11-10-2013                                                            | Palma di Maiorca                                                      | Spagna                                                                | 2 – 1                                                                 | Bielorussia                                                           | Qual. Mondiali 2014                                                   | -                                                                     | 46’                                                                   |
| 15-10-2013                                                            | Albacete                                                              | Spagna                                                                | 2 – 0                                                                 | Georgia                                                               | Qual. Mondiali 2014                                                   | -                                                                     | 82’                                                                   |
| 16-11-2013                                                            | Malabo                                                                | Guinea Equatoriale                                                    | 1 – 2                                                                 | Spagna                                                                | Amichevole                                                            | -                                                                     | 57’                                                                   |
| 19-11-2013                                                            | Johannesburg                                                          | Sudafrica                                                             | 1 – 0                                                                 | Spagna                                                                | Amichevole                                                            | -                                                                     | 75’                                                                   |
| 5-3-2014                                                              | Madrid                                                                | Spagna                                                                | 1 – 0                                                                 | Italia                                                                | Amichevole                                                            | -                                                                     | 66’                                                                   |
| 30-5-2014                                                             | Siviglia                                                              | Spagna                                                                | 2 – 0                                                                 | Bolivia                                                               | Amichevole                                                            | 1                                                                     | 46’                                                                   |
| 7-6-2014                                                              | Landover                                                              | El Salvador                                                           | 0 – 2                                                                 | Spagna                                                                | Amichevole                                                            | -                                                                     | 46’                                                                   |
| 13-6-2014                                                             | Salvador                                                              | Spagna                                                                | 1 – 5                                                                 | Paesi Bassi                                                           | Mondiali 2014 - 1º turno                                              | -                                                                     |                                                                       |
| 18-6-2014                                                             | Rio de Janeiro                                                        | Spagna                                                                | 0 – 2                                                                 | Cile                                                                  | Mondiali 2014 - 1º turno                                              | -                                                                     |                                                                       |
| 23-6-2014                                                             | Curitiba                                                              | Australia                                                             | 0 – 3                                                                 | Spagna                                                                | Mondiali 2014 - 1º turno                                              | -                                                                     |                                                                       |
| 9-10-2014                                                             | Žilina                                                                | Slovacchia                                                            | 2 – 1                                                                 | Spagna                                                                | Qual. Euro 2016                                                       | -                                                                     |                                                                       |
| 12-10-2014                                                            | Lussemburgo                                                           | Lussemburgo                                                           | 0 – 4                                                                 | Spagna                                                                | Qual. Euro 2016                                                       | -                                                                     | cap. 70’                                                              |
| 27-3-2015                                                             | Siviglia                                                              | Spagna                                                                | 1 – 0                                                                 | Ucraina                                                               | Qual. Euro 2016                                                       | -                                                                     | 74’                                                                   |
| 31-3-2015                                                             | Amsterdam                                                             | Paesi Bassi                                                           | 2 – 0                                                                 | Spagna                                                                | Amichevole                                                            | -                                                                     | 76’                                                                   |
| 5-9-2015                                                              | Oviedo                                                                | Spagna                                                                | 2 – 0                                                                 | Slovacchia                                                            | Qual. Euro 2016                                                       | 1                                                                     | 85’                                                                   |
| 8-9-2015                                                              | Skopje                                                                | Macedonia                                                             | 0 – 1                                                                 | Spagna                                                                | Qual. Euro 2016                                                       | -                                                                     | 78’                                                                   |
| 13-11-2015                                                            | Alicante                                                              | Spagna                                                                | 2 – 0                                                                 | Inghilterra                                                           | Amichevole                                                            | -                                                                     | 46’                                                                   |
| 1-6-2016                                                              | Wals-Siezenheim                                                       | Spagna                                                                | 6 – 1                                                                 | Corea del Sud                                                         | Amichevole                                                            | -                                                                     | 46’                                                                   |
| 7-6-2016                                                              | Getafe                                                                | Spagna                                                                | 0 – 1                                                                 | Georgia                                                               | Amichevole                                                            | -                                                                     | 46’                                                                   |
| 13-6-2016                                                             | Tolosa                                                                | Spagna                                                                | 1 – 0                                                                 | Rep. Ceca                                                             | Euro 2016 - 1º turno                                                  | -                                                                     |                                                                       |
| 17-6-2016                                                             | Nizza                                                                 | Spagna                                                                | 3 – 0                                                                 | Turchia                                                               | Euro 2016 - 1º turno                                                  | -                                                                     |                                                                       |
| 21-6-2016                                                             | Bordeaux                                                              | Croazia                                                               | 2 – 1                                                                 | Spagna                                                                | Euro 2016 - 1º turno                                                  | -                                                                     |                                                                       |
| 27-6-2016                                                             | Saint-Denis                                                           | Italia                                                                | 2 – 0                                                                 | Spagna                                                                | Euro 2016 - Ottavi di finale                                          | -                                                                     |                                                                       |
| 6-10-2016                                                             | Torino                                                                | Italia                                                                | 1 – 1                                                                 | Spagna                                                                | Qual. Mondiali 2018                                                   | -                                                                     |                                                                       |
| 9-10-2016                                                             | Scutari                                                               | Albania                                                               | 0 – 2                                                                 | Spagna                                                                | Qual. Mondiali 2018                                                   | -                                                                     | 78’                                                                   |
| 24-3-2017                                                             | Gijón                                                                 | Spagna                                                                | 4 – 1                                                                 | Israele                                                               | Qual. Mondiali 2018                                                   | -                                                                     | 70’                                                                   |
| 28-3-2017                                                             | Saint-Denis                                                           | Francia                                                               | 0 – 2                                                                 | Spagna                                                                | Amichevole                                                            | -                                                                     | 52’                                                                   |
| 7-6-2017                                                              | Murcia                                                                | Spagna                                                                | 2 – 2                                                                 | Colombia                                                              | Amichevole                                                            | -                                                                     | cap. 46’                                                              |
| 11-6-2017                                                             | Skopje                                                                | Macedonia                                                             | 1 – 2                                                                 | Spagna                                                                | Qual. Mondiali 2018                                                   | -                                                                     | 90+2’                                                                 |
| 2-9-2017                                                              | Madrid                                                                | Spagna                                                                | 3 – 0                                                                 | Italia                                                                | Qual. Mondiali 2018                                                   | -                                                                     | 72’                                                                   |
| 5-9-2017                                                              | Vaduz                                                                 | Liechtenstein                                                         | 0 – 8                                                                 | Spagna                                                                | Qual. Mondiali 2018                                                   | -                                                                     |                                                                       |
| 11-11-2017                                                            | Malaga                                                                | Spagna                                                                | 5 – 0                                                                 | Costa Rica                                                            | Amichevole                                                            | 1                                                                     | 74’                                                                   |
| 14-11-2017                                                            | San Pietroburgo                                                       | Russia                                                                | 3 – 3                                                                 | Spagna                                                                | Amichevole                                                            | -                                                                     | 46’                                                                   |
| 23-3-2018                                                             | Düsseldorf                                                            | Germania                                                              | 1 – 1                                                                 | Spagna                                                                | Amichevole                                                            | -                                                                     | 46’                                                                   |
| 27-3-2018                                                             | Madrid                                                                | Spagna                                                                | 6 – 1                                                                 | Argentina                                                             | Amichevole                                                            | -                                                                     | 56’                                                                   |
| 3-6-2018                                                              | Vila-real                                                             | Spagna                                                                | 1 – 1                                                                 | Svizzera                                                              | Amichevole                                                            | -                                                                     | cap. 55’                                                              |
| 9-6-2018                                                              | Krasnodar                                                             | Tunisia                                                               | 0 – 1                                                                 | Spagna                                                                | Amichevole                                                            | -                                                                     |                                                                       |
| 15-6-2018                                                             | Soči                                                                  | Portogallo                                                            | 3 – 3                                                                 | Spagna                                                                | Mondiali 2018 - 1º turno                                              | -                                                                     | 70’                                                                   |
| 20-6-2018                                                             | Kazan'                                                                | Iran                                                                  | 0 – 1                                                                 | Spagna                                                                | Mondiali 2018 - 1º turno                                              | -                                                                     | 71’                                                                   |
| 25-6-2018                                                             | Kaliningrad                                                           | Spagna                                                                | 2 – 2                                                                 | Marocco                                                               | Mondiali 2018 - 1º turno                                              | -                                                                     |                                                                       |
| 1-7-2018                                                              | Mosca                                                                 | Spagna                                                                | 1 – 1 dts (3 – 4 dtr)                                                 | Russia                                                                | Mondiali 2018 - Ottavi di finale                                      | -                                                                     | 67’                                                                   |
| Totale                                                                |                                                                       | Presenze (5º posto)                                                   | 131                                                                   |                                                                       | Reti                                                                  | 13                                                                    |                                                                       |

## Palmarès

### Club

#### Competizioni nazionali
- Campionato spagnolo: 9

Barcellona: 2004-2005, 2005-2006, 2008-2009, 2009-2010, 2010-2011, 2012-2013, 2014-2015, 2015-2016, 2017-2018
- Supercoppa di Spagna: 7

Barcellona: 2005, 2006, 2009, 2010, 2011, 2013, 2016
- Coppa di Spagna: 6

Barcellona: 2008-2009, 2011-2012, 2014-2015, 2015-2016, 2016-2017, 2017-2018
- Coppa dell'Imperatore: 1

Vissel Kobe: 2019
- Supercoppa del Giappone: 1

Vissel Kobe: 2020

#### Competizioni internazionali
- UEFA Champions League: 4

Barcellona: 2005-2006, 2008-2009, 2010-2011, 2014-2015
- Supercoppa UEFA: 3

Barcellona: 2009, 2011, 2015
- Coppa del mondo per club: 3

Barcellona: 2009, 2011, 2015

### Nazionale

#### Competizioni giovanili
- Campionato d'Europa Under-19: 1

2002

#### Competizioni maggiori
- Campionato d'Europa: 2

Austria-Svizzera 2008, Polonia-Ucraina 2012
- Campionato mondiale: 1

Sudafrica 2010

### Individuale
- Squadra del torneo del campionato europeo: 2

Austria-Svizzera 2008, Polonia-Ucraina 2012
- Premio Don Balón: 1

Miglior calciatore spagnolo: 2008-2009
- Premio LFP: 6

Miglior centrocampista offensivo della Liga spagnola: 2008-2009, 2010-2011, 2011-2012, 2012-2013, 2013-2014
Miglior centrocampista della Liga spagnola: 2009-2010
- FIFA FIFPro World XI: 9

2009, 2010, 2011, 2012, 2013, 2014, 2015, 2016, 2017
- Squadra dell'anno UEFA: 6

2009, 2010, 2011, 2012, 2015, 2016
- Squadra dell'anno ESM: 2

2010-2011, 2011-2012
- FIFA World Cup All-Star Team: 1

2010
- Miglior giocatore della Supercoppa UEFA: 1

2011
- UEFA Best Player in Europe: 1

2011-2012
- Miglior giocatore del Campionato europeo: 1

Polonia-Ucraina 2012
- Pallone d'argento della Confederations Cup: 1

2013
- Costruttore di gioco dell'anno IFFHS: 2

2012, 2013
- Golden Foot: 1

2014
- Squadra della stagione della UEFA Champions League: 3

2013-2014, 2014-2015, 2015-2016
- Miglior giocatore della finale di UEFA Champions League: 1

2015
- Pallone di bronzo della Coppa del mondo per club FIFA: 1

2015
- Premio Bulgarelli Number 8: 1

2018
- Squadra del campionato giapponese: 2

2019, 2021
- Squadra maschile del decennio 2011-2020 IFFHS: 1

2020
- Candidato al Dream Team del Pallone d'oro (2020)